# Film cu dezastre
Film cu dezastre sau film-catastrofă este un film în care tema principală este un dezastru (cum ar fi calamități naturale, coliziunea planetei cu asteroizi, etc.)
Genul a avut mare succes în anii 1970 odată cu apariția filmului Airport (1970), urmat imediat de filmele The Poseidon Adventure (1972), Earthquake (1974) și Infernul din zgârie-nori (1974).

## Listă de filme cu dezastre
Listă de filme cu dezastre în ordinea cronologică a premierei:

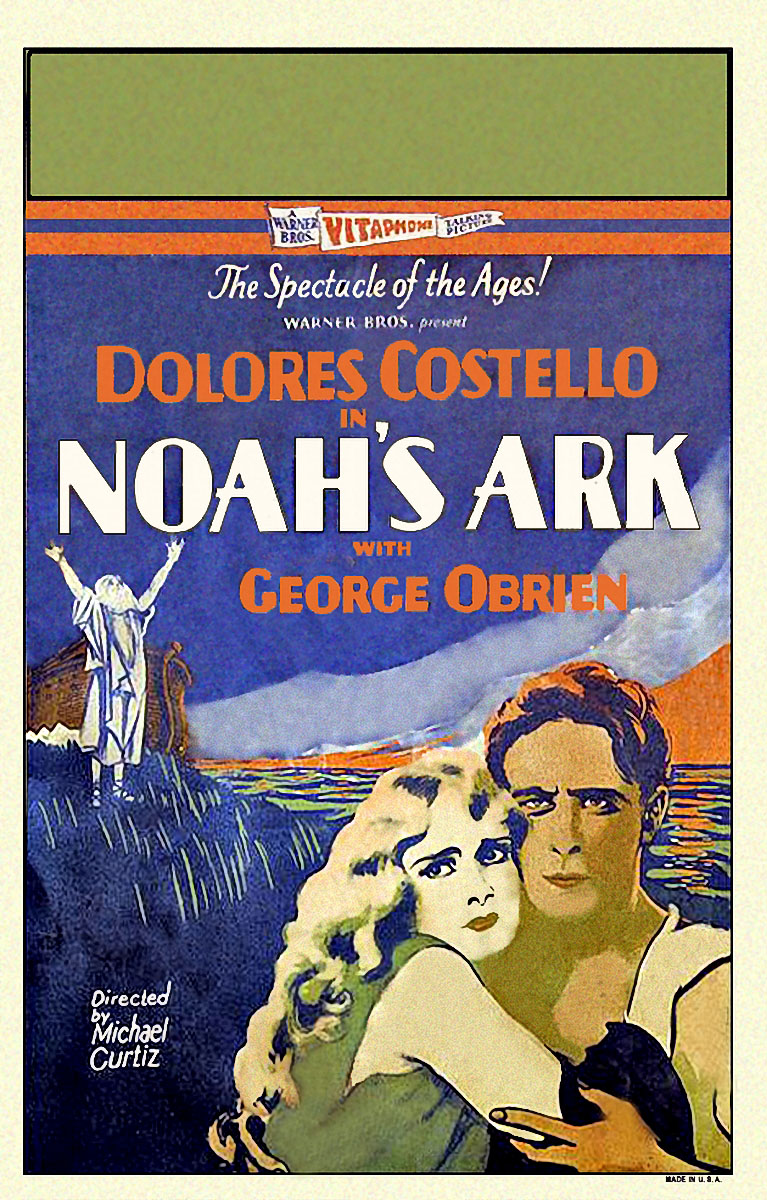
Poster - Noah's Ark (1928)

### Anii 1900
1901 :
- Fire! (Incendiu)

1902 :
- Éruption Vulcanique à la Martinique, regia Georges Méliès (Vulcan)

### Anii 1910
...

### Anii 1920
1928 :
- Steamboat Bill Jr. (Ciclon)
- Arca lui Noe regizat de Michael Curtiz (Déluge)

### Anii 1930
1931 :
- La Fin du monde (Apocalipsă)

1933 :
- Today we live (Apocalipsă)
- King Kong (Atacul unor monștri)

1935 :
- The Last Days of Pompeii (Vulcan)

1936 :
- San Francisco (Cutremur)

1937 :
- The Hurricane (Uragan)

1938 :
- Suez (Dezastru ecologic)
- In Old Chicago (Marele Incendiu din Chicago)
- The Sisters (Cutremur)

1939 :
- The Rains Came (Cutremur) (Inundații) (Contaminare)
- Brand im Ozean regia  Günther Rittau (Incendiu)

### Anii 1940
1940 :
- Typhon
- Titanic

### Anii 1950
1950 :

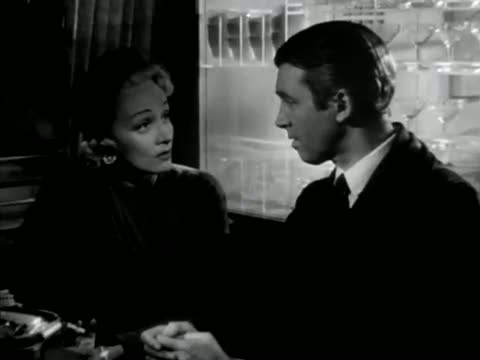
Marlene Dietrich și James Stewart în No Highway in the Sky

- Les Derniers Jours de Pompéi (Gli ultimi giorni di Pompei) (Vulcan)

1951 :
- Când lumile se ciocnesc (Apocalipsă)
- Quo Vadis (Incendiu)
- Ziua în care Pământul s-a oprit (The Day the Earth Stood Still)
- No Highway in the Sky (Catastrofă aeriană)

1953 :

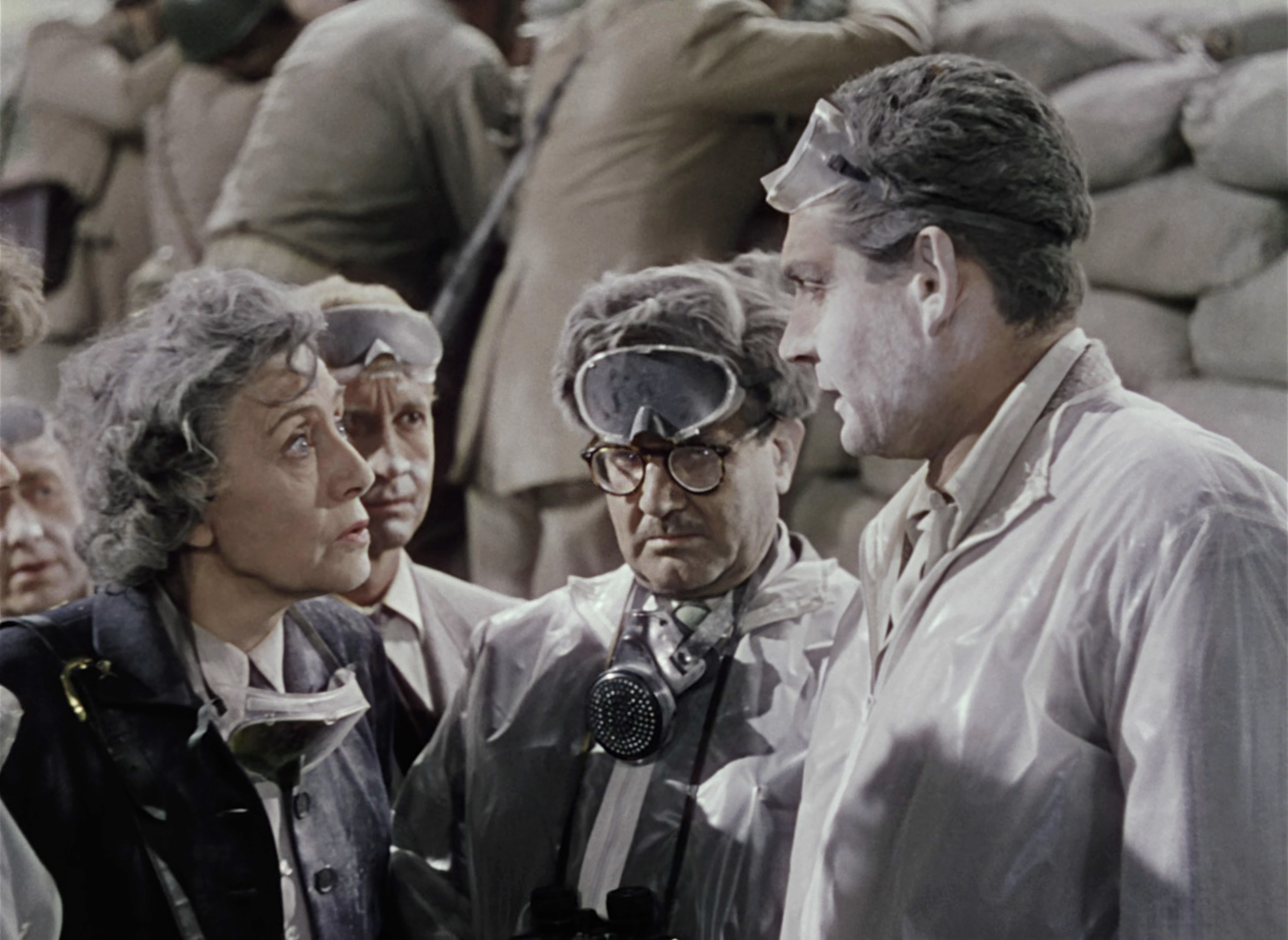
Războiul Lumilor (1953)

- Războiul Lumilor (Invazie extraterestră)
- It Came from Outer Space
- Titanic (film din 1953)

1954 :
- The Naked Jungle (Invazia unor insecte)
- Écrit dans le ciel (Catastrofă aeriană)

1955 :
- The Rains of Ranchipur regia Jean Negulesco (1955)

1956 :
- Earth vs. the Flying Saucers (Invazie extraterestră)

1957 :
- Typhon sur Nagasaki (Taifun)
- Zero Hour! (Catastrofă aeriană)

1958 :
- A Night to Remember (Catastrofă maritimă)
- Brain Eaters  (Paraziți)

1959 :
- Gli ultimi giorni di Pompei (Vulcan)
- The Last Voyage (Catastrofă maritimă)
- The Tingler (Paraziți)

### Anii 1960
1960 :
- The Crowded Sky (Catastrofă aeriană)

1961 :
- Voyage to the Bottom of the Sea (Catastrofă maritimă)

1964 :
- Fate is the Hunter (Catastrofă aeriană)
- Fail-Safe  (Război nuclear)

1965 :
- Crack in the World (Apocalipsă)

1969 :
- The Red Tent (Красная палатка, Krasnaya palatka) (Catastrofă aeriană)
- Mackenna's Gold (Cutremur)
- Marooned (Caatastrofă în spațiul cosmic)

### Anii 1970
1970 :
- Airport (Catastrofă aeriană)

1972 :
- Alertă cu bombă (Catastrofă aeriană)
- The Poseidon Adventure (Catastrofă maritimă)

1973 :
- Scufundarea Japoniei (Apocalipsă)
- The Crazies (Virus)

1974 :
- Aeroport '75 (Catastrofă aeriană)
- Cutremur
- Infernul din zgârie-nori (Incendiu)
- Juggernaut (Catastrofă maritimă)

1975 :
- The Hindenburg (Catastrofă aeriană, cu dirijabile)

1976 :
- The Cassandra Crossing (Catastrofă feroviară)
- The Savage Bees  (Invazie de insecte)

1977 :
- Airport '77 (Catastrofă aeriană)
- The Last Wave (Dezastru ecologic)
- Rollercoaster
- Avalanșa
- End of the World (Apocalipsă)

1978 :
- The Swarm (Invazie de insecte)
- Gray Lady Down (Submarinul în pericol sau Doamna Gri se scufundă)[2] (Catastrofă maritimă)

1979 :
- Meteor (Meteorit)
- The Concorde... Airport '79 (Catastrofă aeriană)
- Beyond the Poseidon Adventure (Catastrofă maritimă)
- City on Fire (Incendiu)
- Le Syndrome chinois (Accident nuclear)
- Avalanche Express
- Uraganul
- S.O.S. Titanic (Catastrofă maritimă)

### Anii 1980
1980 :
- When Time Ran Out (Apocalipsă)
- Jishin rettô[3] (Apocalipsă)
- Reacție în lanț (Cutremur)

1982 :
- Parasite   (Paraziți)

1984 :
- Red Dawn (Război, Colaps)

### Anii 1990
1991 :
- Backdraft (Incendiu)

1993 :
- Alive (Catastrofă aeriană)

1995 :
- Apollo 13 (Accident spațial)
- Outbreak (Virus)

1996 :
- Twister (Tornadă)
- Ziua Independenței (Invazie extraterestră)
- Daylight (Colaps)
- White Squall (Catastrofă maritimă)
- Atacul marțienilor! (Invazie extraterestră)
- Titanic (Catastrofă maritimă)

1997 :
- Titanic (Catastrofă maritimă)
- Dante's Peak (Vulcan)
- Volcano (Vulcan)
- Infanteria stelară (Invazie extraterestră)
- Turbulence (Catastrofă aeriană)

1998 :
- Armageddon - Sfârșitul lumii? (Meteoriți)
- Impact nimicitor (Meteoriți)
- Hard Rain (Potop)
- Godzilla (Atacul unor monștri)

1999 :
- Virus
- End of Days (Apocalipsă)

### Anii 2000
2000 :
- Seniorii spațiului (Accident spațial)
- Furtuna perfectă (Catastrofă maritimă)

2001 :
- Vajont (Catastrofă geologică)
- Lupta cu înălțimile (Avalanșă)

2002 :
- Regatul de Foc  (Război, Colaps)
- K-19: Submarinul ucigaș (Catastrofă maritimă nucleară)
- Semne (Invazie extraterestră)
- Infested (Invazie de insecte)
- După 28 de zile (Virus)
- Resident Evil: Experiment fatal (Virus)

2003 :
- Fusion (Apocalipsă)

2004 :
- Unde vei fi poimâine? (Dezastru ecologic) (Apocalipsă)
- Yogen (Dezastru ecologic)
- Gori vatra[4] (Incendiu)
- Oamenii focului (Incendiu)
- Forgotten (Catastrofă necunoscută)

2005 :
- Războiul Lumilor (Invazie extraterestră) (Apocalipsă)
- Left Behind: World at War (Colaps)

2006 :
- Zborul United 93 (Catastrofă aeriană)
- World Trade Center (Colaps)
- Poseidon (Catastrofă maritimă)
- Nihon Chinbotsu (Cutremur) (Vulcan)

2007 :
- Potopul (Dezastru ecologic)
- Invazia (Invazie extraterestră)
- Transformers - Războiul lor în lumea noastră (Invazie extraterestră)
- Sunshine
- După 28 de săptămâni (Virus)
- Resident Evil: Viața de apoi (Virus)
- The Mist (2007) (Catastrofă necunoscută)

2008 :
- Alb orbitor (Catastrofă necunoscută)
- Ziua în care Pământul se opri (Apocalipsă)
- Întâmplarea (Apocalipsă) (Dezastru ecologic) (Catastrofă necunoscută)
- Monstruos (Invazie extraterestră)
- The Ruins (Paraziți)

2009 :
- 2012 (Apocalipsă)
- Numere fatale (Apocalipsă)
- Transformers 2: Răzbunarea celor învinși (Invazie extraterestră)
- Purtătorii (Virus)
- The Last Day (Cutremur)
- The Ruins 2 (Paraziți)

### Anii 2010
2010 :
- De neoprit (Catastrofă feroviară)
- Skyline (Invazie extraterestră)
- The Crazies (Virus)
- Monștrii (Invazie extraterestră)

2011 :
- Melancholia (Apocalipsă)
- Văcari & Extratereștri (Invazie extraterestră)
- Vremuri întunecate (Invazie extraterestră)
- Transformers: Fața ascunsă a Lunii (Invazie extraterestră)
- Invadarea lumii: Bătălia Los Angeles (Invazie extraterestră)
- Epidemia: Pericol nevăzut (Virus)
- Tăcerea simțurilor (Contaminare)

2012 :
- The Bay (Paraziți)
- Battleship (Invazie extraterestră)
- The Impossible (Tsunami)
- Caut prieten pentru sfârșitul lumii (Apocalipsă)
- Take Shelter (Rezultat al încălzirii globale)
- Titanic
- Hybrid (Război)
- Red Dawn (Război)

2013 :
- Cercul de foc (Invazie extraterestră)
- Ziua Z: Apocalipsa (Virus)
- Elysium (Dezastru ecologic și politic)
- After Earth (Dezastru ecologic)
- Gravity 3D: Misiune în spațiu (Accident spațial)

2014 :
- Pompeii (Vulcan)
- Edge of Tomorrow: Prizonier în timp (Invazie extraterestră)
- Godzilla (Invazie a monștrilor)
- În mijlocul furtunii (Tornado)
- 7500 (Catastrofă aeriană)
- Blood Lake: Attack of the Killer Lampreys (Paraziți)

2015 :
- Dezastrul din San Andreas (Cutremur) (Tsunami)
- Everest (Viscol)

## Vezi și
- Irwin Allen